# Bronowice Małe (gmina)
Bronowice Małe – dawna gmina wiejska istniejąca w latach 1934–1941 w woj. krakowskim (dzisiejsze woj. małopolskie). Siedzibą władz gminy były Bronowice Małe (obecnie część dzielnicy Bronowice w Krakowie).
Gmina zbiorowa Bronowice Małe została utworzona 1 sierpnia 1934 roku w powiecie krakowskim w woj. krakowskim z dotychczasowych jednostkowych gmin wiejskich Bronowice Małe, Bronowice Wielkie, Chełm, Modlnica, Modlniczka, Mydlniki, Olszanica, Przegorzały, Rząska, Tomaszowice i Wola Justowska.
1 czerwca 1941, podczas okupacji hitlerowskiej, gmina została zniesiona, wchodząc w skład gmin Zabierzów (Modlnica, Modlniczka, Mydlniki, Rząska i Tomaszowice), Liszki (Olszanica) oraz miasta Kraków (Bronowice Małe, Bronowice Wielkie, Chełm, Wartenberg i Wola Justowska); zmiany te administracja polska zatwierdziła dopiero 18 stycznia 1948, z mocą obowiązującą wstecz od 18 stycznia 1945.